# Lea Ahlborn

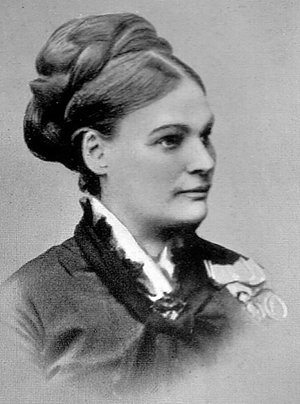
Lea Ahlborn

Lea Frederika Ahlborn (* 18. Februar 1826 in Stockholm; † 13. November 1897 ebenda) war eine schwedische Künstlerin und Mitglied der Königlichen Kunstakademie. Sie war die erste schwedische Frau, die im Staatsdienst Münzen gravierte.

## Biographie

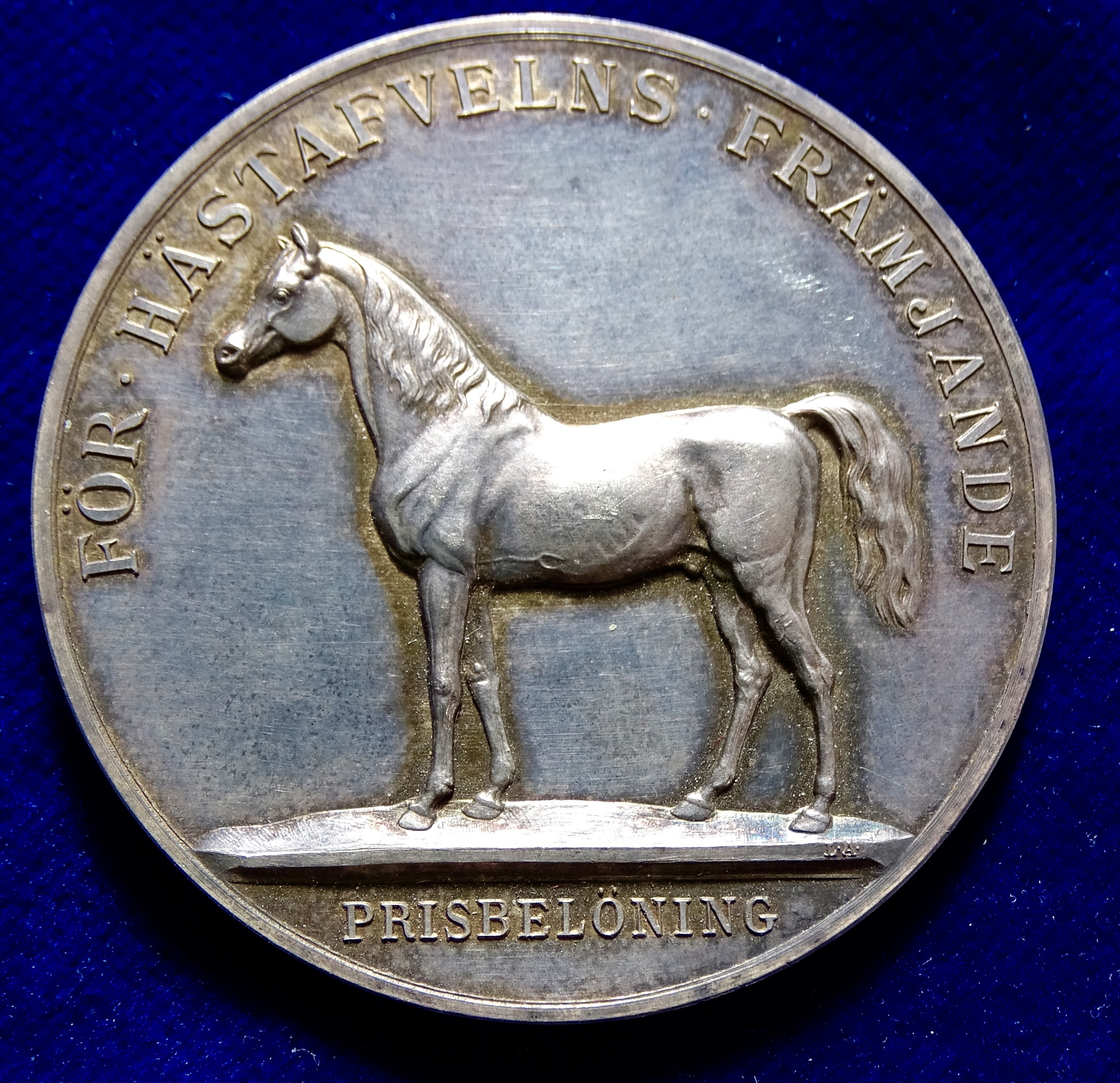
Lea Ahlborns bekannte Prämienmedaille für Pferdezucht in Schweden.

Sie war die Tochter der Münzgravierers Ludwig Peterssen Lundgren und zeigte früh Interesse für den Beruf ihres Vaters. 1849 war sie eine der vier Frauen, die erstmals in der Stockholmer Kunstakademie studieren konnten. Zusammen mit ihrem Mentor, Carl Gustaf Qvarnström, und ihrem Bruder unternahm sie 1852 eine Studienreise nach Paris, wo sie beim Bildhauer Toussaint und beim Münzgravierer Barre arbeitete.
Ein Jahr nach ihrer Rückreise nach Stockholm heiratete sie am 23. April 1854 den Bildhauer Carl Ahlborn. 1855 wurde Lea Ahlborn als erste Frau des Landes Angestellte bei der staatlichen Münze und im selben Jahr wurde sie zum Mitglied der Königlichen Kunstakademie gewählt. Sie erhielt Aufträge von der Schwedischen Akademie, der Wissenschaftsakademie und dem königlichen Wohltätigkeitsverein Pro Patria. Unter ihren Werken finden sich beispielsweise eine Medaille zur Silberhochzeit des schwedischen Königspaares, eine Medaille zum hundertjährigen Jubiläum des Amerikanischen Unabhängigkeitskrieges mit Darstellung George Washingtons und eine Medaille zum 400. Jahrestag der Entdeckung Amerikas durch Christoph Kolumbus.
1883 wurde ihr die königliche Medaille Illis Quorum verliehen.